# تعليقة (حقيبة)
التعليقة هي حقيبة واسعة وقصيرة، مصنوعة من قماش خشن أو أي قماش آخر، تُرتدى باستخدام مقبض على شكل حزام، وتستخدم لحمل أو تخزين الأشياء.

## تعليقة الخبز

تعليقة خبز.

في إسبانيا والبرتغال، التعليقة هي الكيس الذي يستخدم لشراء الخبز وتخزينه لاحقاً، بحيث يصل الخبز إلى المنزل لا يزال ساخناً ويحافظ على رطوبته لفترة أطول قليلاً.